# Governo de' Medici II
Il governo de' Medici II è stato il sesto governo del Regno delle Due Sicilie. Rimase in carica dal giugno 1822 al 25 gennaio 1830, data della morte del presidente del consiglio Luigi de' Medici di Ottajano.

## Composizione
- Luigi de' Medici di Ottajano: Presidente del Consiglio dei Ministri.
- Donato Antonio Tommasi, marchese di Casalicchio: Vicepresidente del Consiglio dei Ministri.
- Girolamo Ruffo: Ministro Segretario di Stato della Casa Reale.
- Felice Amati: Ministro Segretario di Stato degli Affari Interni.
- Luigi de' Medici di Ottajano, nobile dei principi di Ottajano: Ministro Segretario di Stato degli Affari Esteri.
- Donato Antonio Tommasi, marchese di Casalicchio, marchese .di Casalicchio: Ministro Segretario di Stato di Grazia e Giustizia.
- Luigi de' Medici di Ottajano, nobile dei principi di Ottajano: Ministro Segretario di Stato delle Finanze.
- Antonio Ruffo della Scaletta: Ministro Segretario di Stato della Guerra.
- Antonio Ruffo della Scaletta: Ministro Segretario di Stato della Marina.
- Giuseppe Clery: Ministro Segretario di Stato della Polizia Generale (fino al 1824).
  - Nicola Intonti: Ministro Segretario di Stato della Polizia Generale (dal 1824).
- Donato Antonio Tommasi, marchese di Casalicchio: Ministro Segretario di Stato degli Affari Ecclesiastici.
- Carlo Avarna di Gualtieri, marchese di Castania, duca di Gualtieri, barone di Sicaminò Grappida: Ministro Segretario di Stato degli Affari di Sicilia.